# Stea albă din secvența principală

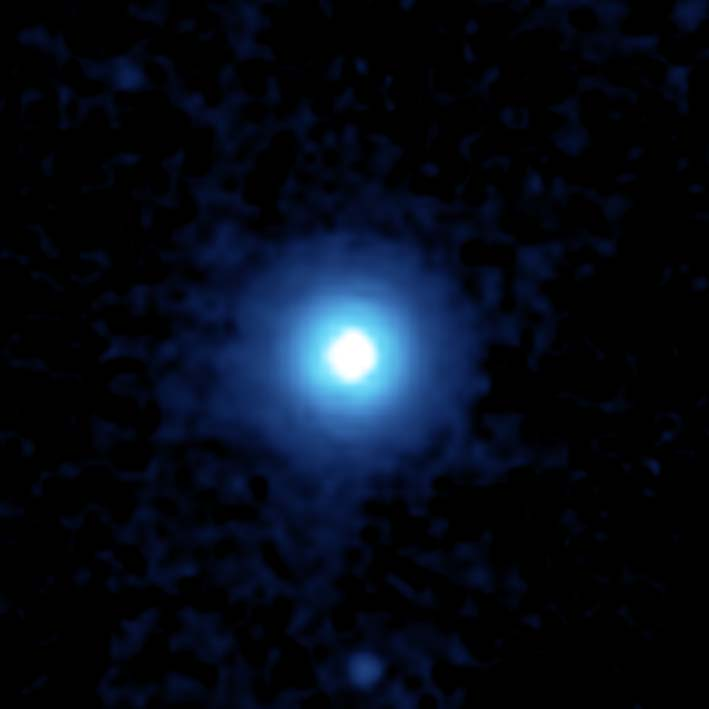
Vega, un exemplu de stea albă din secvența principală.

În astronomie, o stea albă din secvența principală este o stea de tip spectral A și de clasă de luminozitate V.
Acest tip de stele nu trebuie confundat cu piticele albe, care sunt reziduuri de stele, cu masă mică.

## Caracteristici
Stelele albe din secvența principală, cum le indică numele, sunt stele din secvența principală (clasa de luminozitate V în clasificarea MKK), a căror energie provine din fuziunea hidrogenului lor în heliu.
De tipul A în clasificarea Harvard, spectrul lor posedă linii de hidrogen destul de intense, cât și linii de metale ionizate. Temperatura suprafeței lor variază între 7.100 și 9.750 K, iar masa lor între 1,5 și 3 mase solare.

## Exemple
- Sirius A
- Vega